# Álvaro Bautista
Pour les articles homonymes, voir Bautista (homonymie).
Álvaro Bautista, né le 21 novembre 1984 à Talavera de la Reina (province de Tolède), est un pilote de vitesse moto espagnol. Il a évolué dans les catégories 125 cm3, 250 cm3 et MotoGP de 2002 à 2018. Il a notamment remporté le championnat 125 cm3 de 2006. À partir de 2019, il continue sa carrière dans le championnat du monde de Superbike. Il remporte le titre de champion du monde de Superbike en 2022 et 2023.

## Biographie

### 125 cm³
Il débute dans le monde des Grands Prix dans la catégorie 125 cm³ en 2002, lors du Grand Prix d'Espagne bénéficiant d'une wild card. Deux autres suivent durant l'année lors des Grand prix de Catalogne et de la Communauté valencienne. Lors de cette année 2002, il termine 2e du championnat d'Espagne 125 cm³.
L'année suivante, il commence sa carrière en tant que pilote permanent du championnat du monde dans l'équipe Seedorf Racing, équipe créée par le footballeur Clarence Seedorf.
La saison sera difficile pour Álvaro avec de nombreuses courses hors des points mais il termine la saison sur de bonnes bases avec une 4e place lors du GP de Philip Island et une 6e lors du GP de Valence.
Pour la saison 2003, il est de nouveau dans l'équipe Seedorf Racing avec Hector Barbera comme coéquipier et bénéficiant d'une moto RSA d'usine. Álvaro terminera 7e du championnat du monde grâce à notamment quatre podiums lors des GP de Donington, Losail, Sepang et Valence.
Pour la saison 2005, Álvaro quitte Aprilia pour une Honda. La saison est catastrophique pour l'espagnol avec seulement deux places dans le top 10.
En 2006, il intègre le team Master-MVA Aspar et remporte huit victoires au guidon d'une Aprilia officielle. Totalisant 14 podiums (sur 16 épreuves), il termine champion du monde avec 338 points. Ce total est le plus grand obtenu par un champion 125 cm³, le précédent record, détenu par Valentino Rossi, étant de 321 points.

### 250 cm³

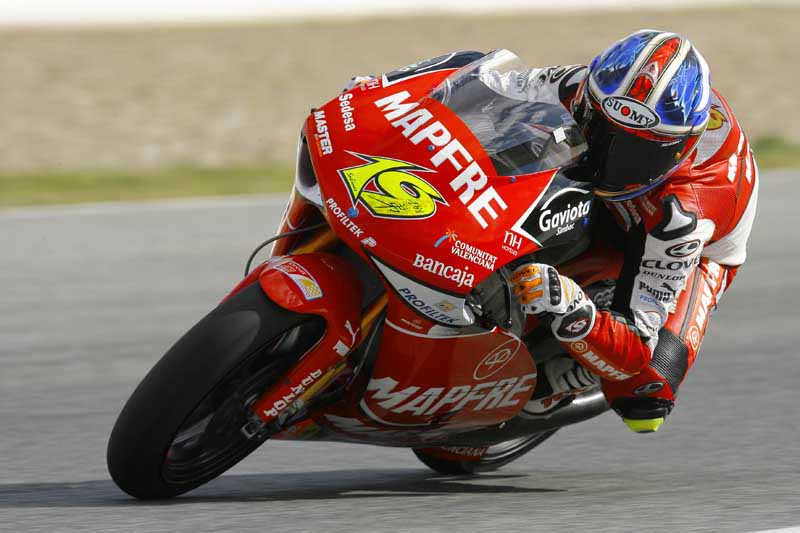
Álvaro Bautista et son Aprilia 250 du Team Mapfre Aspar

En 2007, passant dans la catégorie 250 cm³, il pilote une Aprilia RSW, toujours dans le team Aspar. Il est le coéquipier du saint-marinais Alex De Angelis et est un des favoris malgré son inexpérience de la catégorie. Cette saison sera réussie avec 2 victoires lors des GP d'Estoril et du Mugello, ainsi que cinq autres podiums. Il remporte le titre de Rookie of the Year, débutant de l'année.
Avec le passage de Jorge Lorenzo, d'Andrea Dovizioso et d'Alex De Angelis en MotoGP, Álvaro est le grand favori pour le titre mais termine à la seconde place derrière Marco Simoncelli malgré quatre victoires et sept podiums. Le titre lui échappera notamment à cause de deux abandons et de deux contre-performances même si Álvaro enchaîne dix GP consécutivement sur le podium.
Pour la saison 2009, Álvaro, toujours dans l'équipe Aspar est de nouveau le favori avec Marco Simoncelli pour le titre. Commettant plusieurs erreurs dans la saison dans les moments clés, et finissant souvent derrière ses principaux adversaires, Álvaro termine la saison à la 4e place finale derrière Hiroshi Aoyama, Marco Simoncelli et Hector Barbera.

### MotoGP
Après trois années en 250³, Álvaro rejoint pour l'année 2010, l'équipe officielle Suzuki en MotoGP en étant le coéquipier du vétéran Loris Capirossi. Il conserve son guidon pendant deux saisons, défendant même seul les couleurs de Suzuki en 2011 après le départ de Capirossi. Le constructeur n'investit que peu de ressources dans le développement de sa MotoGP, qui a pourtant connu une évolution encourageante jusqu'en 2008, mais Álvaro Bautista se démène et parvient à progresser peu à peu. Son meilleur résultat est une cinquième place, obtenue à trois reprises : Barcelone 2010, Sepang 2010 et Assen 2011.
Au championnat, il finit à deux reprises à la treizième position, mais il souhaite malgré tout maintenir sa fidélité à Suzuki. Il refuse pour cela une offre de l'équipe Tech3 pour 2012 et n'a toujours pas de guidon assuré lorsque la saison 2011 prend fin. Alors que Suzuki s'approche d'un retrait du championnat MotoGP (qu'elle officialisera le 18 novembre), Álvaro Bautista finit par obtenir un contrat au sein de l'équipe Gresini. Il y réalise ses premiers essais au guidon de la Honda RC212V 800 cm³ pilotée précédemment par Hiroshi Aoyama, mais son rôle en 2012 sera de prendre la place laissée vacante par le décès de Marco Simoncelli : il disposera alors d'une Honda RC213V officielle. Lors du Grand Prix de Saint-Marin 2012, il monte pour la première fois sur le podium depuis son arrivée en Moto GP. Lors du Grand Prix du Japon 2012, il termine troisième derrière Dani Pedrosa et Jorge Lorenzo, ce qui fait son deuxième podium en trois courses.

### Superbike World Championship
En 2019, Álvaro Bautista arrive chez Ducati en Superbike. Il réalise un début de saison impressionnant en remportant les 11 premières courses. Malheureusement, Bautista réalise une deuxième partie de saison plus délicate et il ne termine que 2e du classement de la saison 2019.
En 2020, Bautista choisit de rejoindre Honda au sein du Team HRC. Il termine 9e de cette saison 2020 et il ne signe qu'un seul podium.
En 2021, il reste au sein du Team HRC. La saison est une nouvelle fois compliquée et il termine la saison 2021 à la 10e place. À la fin de la saison, il décide de quitter Honda.
En 2022, Bautista est de retour dans le giron Ducati. Il remporte le championnat du monde de Superbike 2022 et 2023.

## Résultats en championnat du monde de vitesse moto

### Statistiques par année
| Sais  | Cat.    | Moto    | Course | Vict | Pod | Poles | MTC | Pts  | Class | Titre |
| ----- | ------- | ------- | ------ | ---- | --- | ----- | --- | ---- | ----- | ----- |
| 2002  | 125 cm³ | Aprilia | 3      | -    | -   | -     | -   | 0    | NC    | -     |
| 2003  | 125 cm³ | Aprilia | 16     | -    | -   | -     | -   | 31   | 20e   | -     |
| 2004  | 125 cm³ | Aprilia | 16     | -    | 4   | -     | 1   | 129  | 7e    | -     |
| 2005  | 125 cm³ | Honda   | 16     | -    | -   | -     | 1   | 47   | 15e   | -     |
| 2006  | 125 cm³ | Aprilia | 16     | 8    | 14  | 8     | 7   | 338  | 1e    | 1     |
| 2007  | 250 cm³ | Aprilia | 17     | 2    | 7   | 1     | 1   | 181  | 4e    | -     |
| 2008  | 250 cm³ | Aprilia | 16     | 4    | 11  | 5     | 7   | 244  | 2e    | -     |
| 2009  | 250 cm³ | Aprilia | 16     | 2    | 10  | 3     | 4   | 218  | 4e    | -     |
| 2010  | MotoGP  | Suzuki  | 17     | -    | -   | -     | -   | 85   | 13e   | -     |
| 2011  | MotoGP  | Suzuki  | 15     | -    | -   | -     | -   | 67   | 13e   | -     |
| 2012  | MotoGP  | Honda   | 18     | -    | 2   | 1     | -   | 178  | 5e    | -     |
| 2013  | MotoGP  | Honda   | 18     | -    | -   | -     | -   | 171  | 6e    | -     |
| 2014  | MotoGP  | Honda   | 18     | -    | 1   | -     | 1   | 89   | 11e   | -     |
| 2015  | MotoGP  | Aprilia | 18     | -    | -   | -     | -   | 31   | 16e   | -     |
| 2016  | MotoGP  | Aprilia | 18     | -    | -   | -     | -   | 82   | 12e   | -     |
| 2017  | MotoGP  | Ducati  | 18     | -    | -   | -     | -   | 75   | 12e   | -     |
| 2018  | MotoGP  | Ducati  | 18     | -    | -   | -     | -   | 105  | 12e   |       |
| Total | Total   | Total   | 274    | 16   | 49  | 18    | 22  | 2071 |       | 1     |

### Statistiques par catégorie
| Catégorie | Année     | 1er GP    | 1er Podium | 1re Victoire | Courses | Victoires | Podiums | Pole | M.tours¹ | Points | Titres |
| --------- | --------- | --------- | ---------- | ------------ | ------- | --------- | ------- | ---- | -------- | ------ | ------ |
| 125 cm3   | 2002-2006 | ESP 2002  | GBR 2004   | ESP 2006     | 67      | 8         | 18      | 8    | 9        | 545    | 1      |
| 250 cm3   | 2007-2009 | QAT 2007  | ESP 2007   | ITA 2007     | 49      | 8         | 28      | 9    | 12       | 643    | 0      |
| MotoGP    | 2010-2018 | QAT 2010  | RSM 2012   |              | 158     | 0         | 3       | 1    | 1        | 883    | 0      |
| Total     | 2002-2018 | 2002-2018 | 2002-2018  | 2002-2018    | 274     | 16        | 49      | 18   | 22       | 2071   | 1      |

### Résultats détaillés
| Sais | Cat     | Moto    | 1       | 2       | 3       | 4       | 5       | 6       | 7       | 8       | 9       | 10      | 11      | 12      | 13      | 14      | 15      | 16      | 17      | 18      | 19      | Clas | Pts |
| ---- | ------- | ------- | ------- | ------- | ------- | ------- | ------- | ------- | ------- | ------- | ------- | ------- | ------- | ------- | ------- | ------- | ------- | ------- | ------- | ------- | ------- | ---- | --- |
| 2002 | 125 cm3 | Aprilia | JPN     | RSA     | SPA 25  | FRA     | ITA     | CAT Ab. | NED     | GBR     | GER     | CZE     | POR     | RIO     | PAC     | MAL     | AUS     | VAL 23  |         |         |         | NC   | 0   |
| 2003 | 125 cm3 | Aprilia | JPN 18  | RSA 25  | SPA 17  | FRA Ab. | ITA 28  | CAT 28  | NED Ab. | GBR 14  | GER Ab. | CZE 16  | POR 15  | RIO 16  | PAC 12  | MAL 15  | AUS 4   | VAL 6   |         |         |         | 20e  | 31  |
| 2004 | 125 cm3 | Aprilia | RSA 9   | SPA Ab. | FRA 9   | ITA Ab. | CAT 6   | NED 16  | RIO 9   | GER 7   | GBR 2   | CZE 13  | POR 5   | JPN Ab. | QAT 3   | MAL 3   | AUS 9   | VAL 3   |         |         |         | 7e   | 129 |
| 2005 | 125 cm3 | Honda   | SPA Ab. | POR 7   | CHN 17  | FRA Ab. | ITA 12  | CAT 14  | NED 4   | GBR Ab. | GER Ab. | CZE 12  | JPN 9   | MAL 26  | QAT 22  | AUS 16  | TUR 12  | VAL 12  |         |         |         | 15e  | 47  |
| 2006 | 125 cm3 | Aprilia | SPA 1   | QAT 1   | TUR 2   | CHN 3   | FRA 4   | ITA 2   | CAT 1   | NED 3   | GBR 1   | GER 2   | CZE 1   | MAL 1   | AUS 1   | JPN 2   | POR 1   | VAL 4   |         |         |         | 1re  | 338 |
| 2007 | 250 cm3 | Aprilia | QAT Ab. | SPA 2   | TUR 3   | CHN 2   | FRA 8   | ITA 1   | CAT 5   | GBR Ab. | NED 3   | GER 17  | CZE 5   | RSM 8   | POR 1   | JPN 15  | AUS 2   | MAL Ab. | VAL Ab. |         |         | 4e   | 181 |
| 2008 | 250 cm3 | Aprilia | QAT 6   | ESP Ab. | POR 1   | CHN 12  | FRA 14  | ITA Ab. | CAT 2   | GBR 3   | P-B 1   | ALL 3   | RTC 2   | SMR 1   | INP C   | JPN 2   | AUS 2   | MAL 1   | VAL 3   |         |         | 2e   | 244 |
| 2009 | 250 cm3 | Aprilia | QAT 7   | JPN 1   | SPA 2   | FRA 4   | ITA 3   | CAT 1   | NED Ab. | GER 3   | GBR 2   | CZE 3   | IND 3   | RSM 3   | POR Ab. | AUS 10  | MAL Ab. | VAL 2   |         |         |         | 4e   | 218 |
| 2010 | MotoGP  | Suzuki  | QAT Ab. | SPA 10  | FRA DNS | ITA 14  | GBR 12  | NED 14  | CAT 5   | GER Ab. | USA Ab. | CZE Ab. | IND 8   | RSM 8   | ARA 8   | JPN 7   | MAL 5   | AUS 12  | POR 11  | VAL 9   |         | 13e  | 85  |
| 2011 | MotoGP  | Suzuki  | QAT DNS | SPA     | POR 13  | FRA 12  | CAT 12  | GBR 5   | NED 11  | ITA 13  | GER 7   | USA Ab. | CZE Ab. | IND 6   | RSM 8   | ARA 6   | JPN Ab. | AUS Ab. | MAL C   | VAL Ab. |         | 13e  | 67  |
| 2012 | MotoGP  | Honda   | QAT 7   | SPA 6   | POR 6   | FRA 10  | CAT 6   | GBR 4   | NED Ab. | GER 7   | ITA 10  | USA 8   | IND 5   | CZE 6   | RSM 3   | ARA 6   | JPN 3   | MAL 6   | AUS 5   | VAL 4   |         | 5e   | 178 |
| 2013 | MotoGP  | Honda   | QAT 6   | AME 8   | ESP 6   | FRA 6   | ITA Ab. | CAT Ab. | P-B 7   | ALL 5   | USA 4   | IND 6   | RTC 5   | GBR 5   | RSM 7   | ARA 4   | MAL 5   | AUS 5   | JPN 4   | VAL 5   |         | 6e   | 171 |
| 2014 | MotoGP  | Honda   | QAT Ab. | AME Ab. | ARG Ab. | SPA 6   | FRA 3   | ITA 8   | CAT Ab. | NED 7   | GER 9   | IND Ab. | CZE 10  | GBR Ab. | RSM 8   | ARA 7   | JPN 10  | AUS 6   | MAL Ab. | VAL 16  |         | 11e  | 89  |
| 2015 | MotoGP  | Aprilia | QAT Ab. | AME 15  | ARG 19  | SPA 15  | FRA 15  | ITA 14  | CAT 10  | NED 17  | GER 14  | IND 18  | CZE 13  | GBR 10  | RSM 15  | ARA 13  | JPN 16  | AUS 14  | MAL 15  | VAL 14  |         | 16e  | 31  |
| 2016 | MotoGP  | Aprilia | QAT 13  | ARG 10  | AME 11  | SPA Ab. | FRA 9   | ITA Ab. | CAT 8   | NED Ab. | GER 10  | AUT 16  | CZE 16  | GBR 10  | RSM 10  | ARA 9   | JPN 7   | AUS 12  | MAL 7   | VAL 10  |         | 12e  | 82  |
| 2017 | MotoGP  | Ducati  | QAT Ab. | ARG 4   | AME 15  | SPA Ab. | FRA Ab. | ITA 5   | CAT 7   | NED Ab. | GER 6   | CZE Ab. | AUT 8   | GBR 10  | RSM 12  | ARA 8   | JPN Ab. | AUS 17  | MAL 11  | VAL Ab. |         | 12e  | 75  |
| 2018 | MotoGP  | Ducati  | QAT 13  | ARG 16  | AME 15  | SPA 8   | FRA Ab. | ITA 9   | CAT 9   | NED 9   | GER 5   | CZE 9   | AUT 10  | GBR C   | RSM 9   | ARA Ab. | THA 8   | JPN 5   | AUS 4   | MAL 7   | VAL Ab. | 12e  | 105 |

## Résultats en championnat du monde Superbike
| Sais | Moto   | 1       | 1      | 1      | 2     | 2       | 2     | 3     | 3      | 3     | 4       | 4      | 4      | 5       | 5      | 5       | 6     | 6       | 6       | 7       | 7      | 7       | 8       | 8       | 8       | 9      | 9       | 9       | 10      | 10    | 10    | 11      | 11    | 11      | 12      | 12     | 12      | 13    | 13    | 13     | Clas | Pts |
| Sais | Moto   | R1      | SR     | R2     | R1    | SR      | R2    | R1    | SR     | R2    | R1      | SR     | R2     | R1      | SR     | R2      | R1    | SR      | R2      | R1      | SR     | R2      | R1      | SR      | R2      | R1     | SR      | R2      | R1      | SR    | R2    | R1      | SR    | R2      | R1      | SR     | R2      | R1    | SR    | R2     | Clas | Pts |
| ---- | ------ | ------- | ------ | ------ | ----- | ------- | ----- | ----- | ------ | ----- | ------- | ------ | ------ | ------- | ------ | ------- | ----- | ------- | ------- | ------- | ------ | ------- | ------- | ------- | ------- | ------ | ------- | ------- | ------- | ----- | ----- | ------- | ----- | ------- | ------- | ------ | ------- | ----- | ----- | ------ | ---- | --- |
| 2019 | Ducati | AUS 1   | AUS 1  | AUS 1  | THA 1 | THA 1   | THA 1 | SPA 1 | SPA 1  | SPA 1 | NED 1   | NED C  | NED 1  | ITA 2   | ITA 3  | ITA C   | SPA 1 | SPA 1   | SPA NC  | ITA 3   | ITA 1  | ITA 14  | GBR Ret | GBR 4   | GBR 3   | USA 17 | USA DNS | USA Ret | POR 4   | POR 2 | POR 1 | FRA 5   | FRA 5 | FRA Ret | ARG 1   | ARG 2  | ARG 5   | QAT 4 | QAT 2 | QAT 3  | 2e   | 498 |
| 2020 | Honda  | AUS 6   | AUS 16 | AUS 6  | SPA 7 | SPA 10  | SPA 8 | POR 9 | POR 11 | POR 5 | SPA Ret | SPA 4  | SPA 3  | SPA Ret | SPA 4  | SPA Ret | SPA 5 | SPA Ret | SPA Ret | FRA 12  | FRA 14 | FRA 15  | POR 17  | POR 7   | POR 5   |        |         |         |         |       |       |         |       |         |         |        |         |       |       |        | 9e   | 113 |
| 2021 | Honda  | SPA Ret | SPA 7  | SPA 11 | POR 8 | POR 10  | POR 7 | ITA 6 | ITA 10 | ITA 8 | GBR 8   | GBR 15 | GBR 10 | NED Ret | NED 18 | NED 5   | CZE 7 | CZE 9   | CZE 10  | SPA Ret | SPA 10 | SPA 8   | FRA 6   | FRA 7   | FRA 6   | SPA 9  | SPA 3   | SPA 4   | SPA 5   | SPA C | SPA 3 | POR Ret | POR 5 | POR Ret | ARG Ret | ARG 11 | ARG 10  | INA 7 | INA C | INA 10 | 10e  | 195 |
| 2022 | Ducati | SPA 2   | SPA 1  | SPA 1  | NED 2 | NED 3   | NED 1 | POR 1 | POR 3  | POR 2 | ITA 1   | ITA 2  | ITA 1  | GBR Ret | GBR 4  | GBR 2   | CZE 1 | CZE 3   | CZE 2   | FRA 1   | FRA 2  | FRA Ret | SPA 1   | SPA 1   | SPA 1   | POR 2  | POR 2   | POR 1   | ARG 1   | ARG 2 | ARG 1 | INA 2   | INA 4 | INA 2   | AUS 5   | AUS 1  | AUS 1   |       |       |        | 1er  | 601 |
| 2023 | Ducati | AUS 1   | AUS 1  | AUS 1  | INA 1 | INA Ret | INA 1 | NED 1 | NED 1  | NED 1 | SPA 1   | SPA 1  | SPA 1  | ITA 1   | ITA 1  | ITA 1   | GBR 1 | GBR 2   | GBR 1   | ITA 1   | ITA 2  | ITA Ret | CZE 12  | CZE 3   | CZE 1   | FRA 10 | FRA 2   | FRA 1   | SPA Ret | SPA 1 | SPA 1 | POR 1   | POR 1 | POR 1   | SPA 1   | SPA 1  | SPA 1   |       |       |        | 1er  | 628 |
| 2024 | Ducati | AUS 15  | AUS 4  | AUS 2  | SPA 3 | SPA 3   | SPA 1 | NED 3 | NED 1  | NED 2 | EMI 3   | EMI 17 | EMI 3  | GBR 3   | GBR 6  | GBR 5   | CZE 4 | CZE NC  | CZE Ret | POR 2   | POR 6  | POR 19  | FRA 2   | FRA Ret | FRA DNS | ITA 3  | ITA 6   | ITA 2   | SPA 4   | SPA 1 | SPA 1 | EST 19  | EST 3 | EST 3   | SPA 23  | SPA 9  | SPA Ret |       |       |        | 3e   | 357 |

*Saison en cours

## Palmarès

### Victoires en 125 cm³: 8
| Année | Lieu du Grand Prix                    | Circuit                         | Ville                |
| ----- | ------------------------------------- | ------------------------------- | -------------------- |
| 2006  | Grand Prix moto d'Espagne             | Circuit permanent de Jerez      | Jerez de la Frontera |
| 2006  | Grand Prix moto du Qatar              | Circuit international de Losail | Doha                 |
| 2006  | Grand Prix moto de Catalogne          | Circuit de Catalogne            | Barcelone            |
| 2006  | Grand Prix moto de Grande-Bretagne    | Donington Park                  | Castle Donington     |
| 2006  | Grand Prix moto de République tchèque | Circuit de Masaryk              | Brno                 |
| 2006  | Grand Prix moto de Malaisie           | Circuit international de Sepang | Sepang               |
| 2006  | Grand Prix moto d'Australie           | Circuit de Phillip Island       | Phillip Island       |
| 2006  | Grand Prix moto du Portugal           | Circuit d'Estoril               | Estoril              |

### Victoires en 250 cm³: 8
| Année | Lieu du Grand Prix             | Circuit                               | Ville            |
| ----- | ------------------------------ | ------------------------------------- | ---------------- |
| 2007  | Grand Prix moto d'Italie       | Circuit du Mugello                    | Florence         |
| 2007  | Grand Prix moto du Portugal    | Circuit d'Estoril                     | Estoril          |
| 2008  | Grand Prix moto du Portugal    | Circuit d'Estoril                     | Estoril          |
| 2008  | Grand Prix moto des Pays-Bas   | TT Circuit Assen                      | Assen            |
| 2008  | Grand Prix moto de Saint-Marin | Misano World Circuit Marco Simoncelli | Misano Adriatico |
| 2008  | Grand Prix moto de Malaisie    | Circuit international de Sepang       | Sepang           |
| 2009  | Grand Prix moto du Japon       | Circuit de Motegi                     | Motegi           |
| 2009  | Grand Prix moto de Catalogne   | Circuit de Catalogne                  | Barcelone        |